# Sprinter (ciclismo)

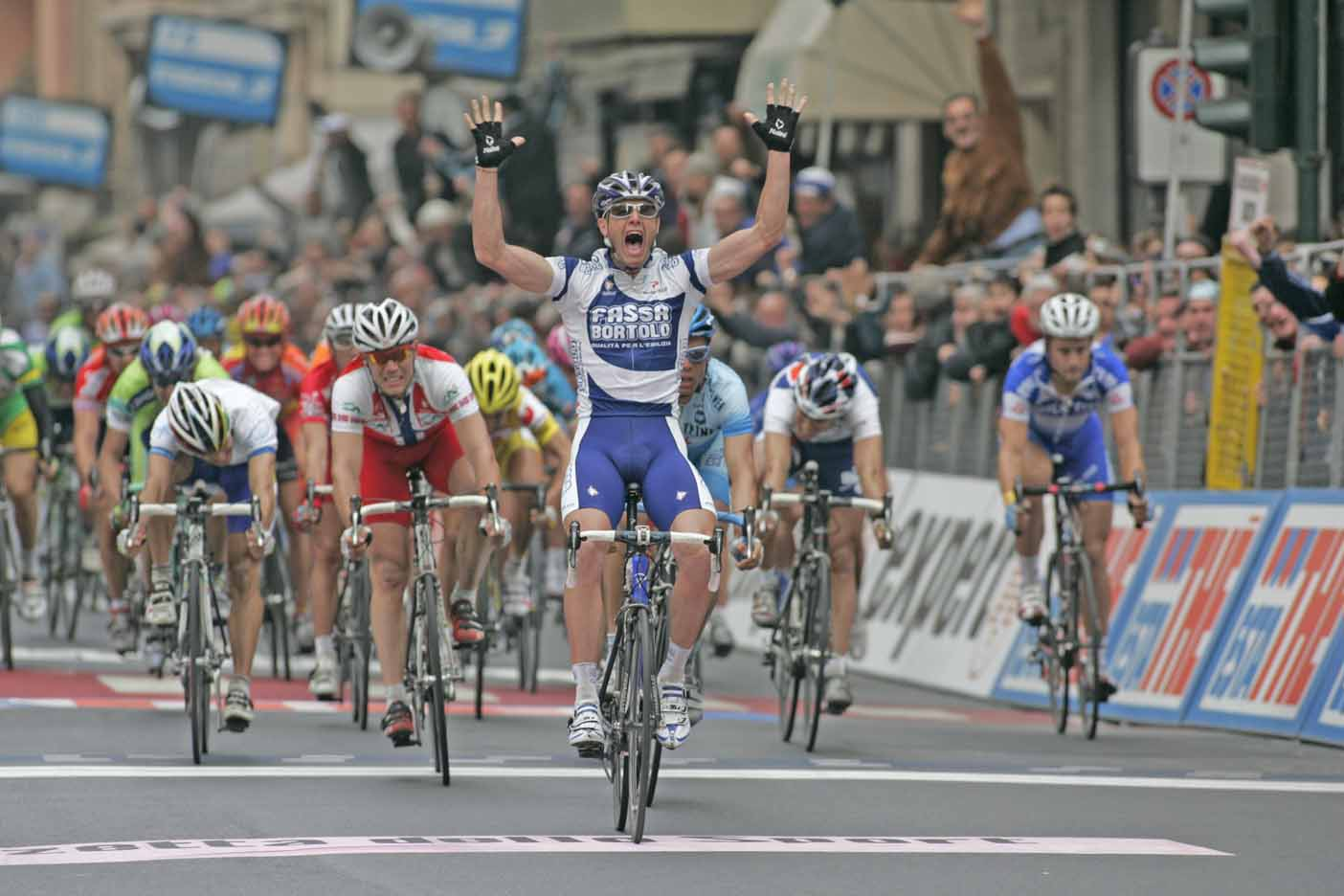
Alessandro Petacchi (na imagem, celebrando sua vitória na edição de 2005 da clássica Milão-Sanremo), o ciclista que mais vitórias tem conseguido nos anos 2000

Um sprinter (em inglês ou no âmbito ciclista, sprinter) é um ciclista de estrada ou pista caracterizado por possuir grande potência e alta velocidade de ponta em esforços curtos, o que lhe permite obter melhores resultados nas chegadas em pelotão ou chegadas em massa, denominadas sprintes ou sprints. Os sprinteres estão especializados nas etapas planas das grandes voltas por etapas, bem como nas clássicas de um dia com perfil plano. São conhecidos também como velocistas.

## Maior número de vitórias
Os sprinteres são os ciclistas que mais vitórias costumam acumular ao longo de uma temporada. Entre os mais importantes das últimas décadas destacam: o francês André Darrigade, o holandês Jan Janssen e o belga Rik Van Steenbergen, nas décadas dos anos 50 e 60; os belgas Roger De Vlaeminck, Freddy Maertens e Eddy Planckaert, bem como o irlandês Sean Kelly, nos 70 e 80; o uzbeko Djamolidine Abdoujaparov, o neerlandês Jean Paul Van Poppel e o italiano Mario Cipollini nos 90; ou o alemão Erik Zabel, o espanhol Óscar Freire, o australiano Robbie McEwen, o italiano Alessandro Petacchi e o britânico Mark Cavendish nos primeiros anos do século XXI.

### Tabela de vitórias 1999-2017
Para certificar o facto de que são os ciclistas que mais vitórias costumam acumular ao longo de uma temporada a seguir se mostram os três ciclistas que mais vitórias têm conseguido ao longo das temporadas disputadas entre 1999 e 2017, marcando em negrito aqueles que são sprinteres (tanto sprinteres puros ou ciclistas que acumulam a maioria de vitórias em corridas adaptadas a velocistas).
| Ano  | 1º com mais vitórias (nº de vitórias)                        | 2º com mais vitórias (nº de vitórias)              | 3º com mais vitórias (nº de vitórias)                  |
| ---- | ------------------------------------------------------------ | -------------------------------------------------- | ------------------------------------------------------ |
| 1999 | Jaan Kirsipuu (18)                                           | Jans Koerts (15) Mario Cipollini (15)              | Laurent Jalabert (14)                                  |
| 2000 | Erik Zabel (17)                                              | Piotr Wadecki (15)                                 | Ángel Edo (13) Jaan Kirsipuu (13)                      |
| 2001 | Erik Zabel (21)                                              | Jaan Kirsipuu (18)                                 | Ondrej Sosenka (12)                                    |
| 2002 | Robbie McEwen (19)                                           | Erik Zabel (16)                                    | Mario Cipollini (14)                                   |
| 2003 | Alessandro Petacchi (24)                                     | Jaan Kirsipuu (12)                                 | Erik Zabel (10)                                        |
| 2004 | Alessandro Petacchi (21)                                     | Tom Boonen (19)                                    | Alejandro Valverde (15)                                |
| 2005 | Alessandro Petacchi (25)                                     | Robbie McEwen (15)                                 | Tom Boonen (14)                                        |
| 2006 | Tom Boonen (21)                                              | Alexander Khatuntsev (13) Alessandro Petacchi (13) | Robbie McEwen (12)                                     |
| 2007 | Edvald Boasson Hagen (15)                                    | Alessandro Petacchi (14)                           | Mark Cavendish (11) Piotr Zaradny (11) Tom Boonen (11) |
| 2008 | Mark Cavendish (17)                                          | Tom Boonen (15)                                    | André Greipel (14)                                     |
| 2009 | Mark Cavendish (23)                                          | André Greipel (20)                                 | Edvald Boasson Hagen (13)                              |
| 2010 | André Greipel (21)                                           | Mark Cavendish (11)                                | Óscar Soliz (10) Taylor Phinney (10) David McCann (10) |
| 2011 | Philippe Gilbert (18)                                        | Marcel Kittel (17)                                 | Peter Sagan (15)                                       |
| 2012 | André Greipel (19)                                           | Peter Sagan (16)                                   | Mark Cavendish (15)                                    |
| 2013 | Peter Sagan (22)                                             | Mark Cavendish (19)                                | Marcel Kittel (16)                                     |
| 2014 | André Greipel (16)                                           | Arnaud Démare (15)                                 | Alexander Kristoff (14)                                |
| 2015 | Alexander Kristoff (20)                                      | Marko Kump (18)                                    | André Greipel (16)                                     |
| 2016 | Timothy Dupont (15)                                          | Peter Sagan (14)                                   | Bryan Coquard (13) Alexander Kristoff (13)             |
| 2017 | Marcel Kittel (15) Fernando Gaviria (15) Jakub Mareczko (15) | Peter Sagan (12)                                   | Alejandro Valverde (11)                                |

## Fisiologia
Os sprinteres costumam ter uma maior concentração de fibras musculares de rápida reação com respeito aos ciclistas menos velozes. Os especialistas em ditas chegadas tendem a desenvolver uma musculatura bem mais avançada que o ciclista de estrada médio, combinando a força muscular das suas pernas com um desenvolvimento corporal superior no tórax e extremidades superiores, com o fim de aproveitar ao máximo a sua velocidade de ponta em chegadas apertadas. Com frequência, os sprinteres são mais pesados que o resto de corredores, o que limita a sua vantagem comparativa às zonas planas das etapas. É, por tanto, habitual ver a este tipo de corredores deixar a companhia do pelotão se uma corrida desenvolve-se sobre terreno exigente.

## Desenvolvimento e táticas

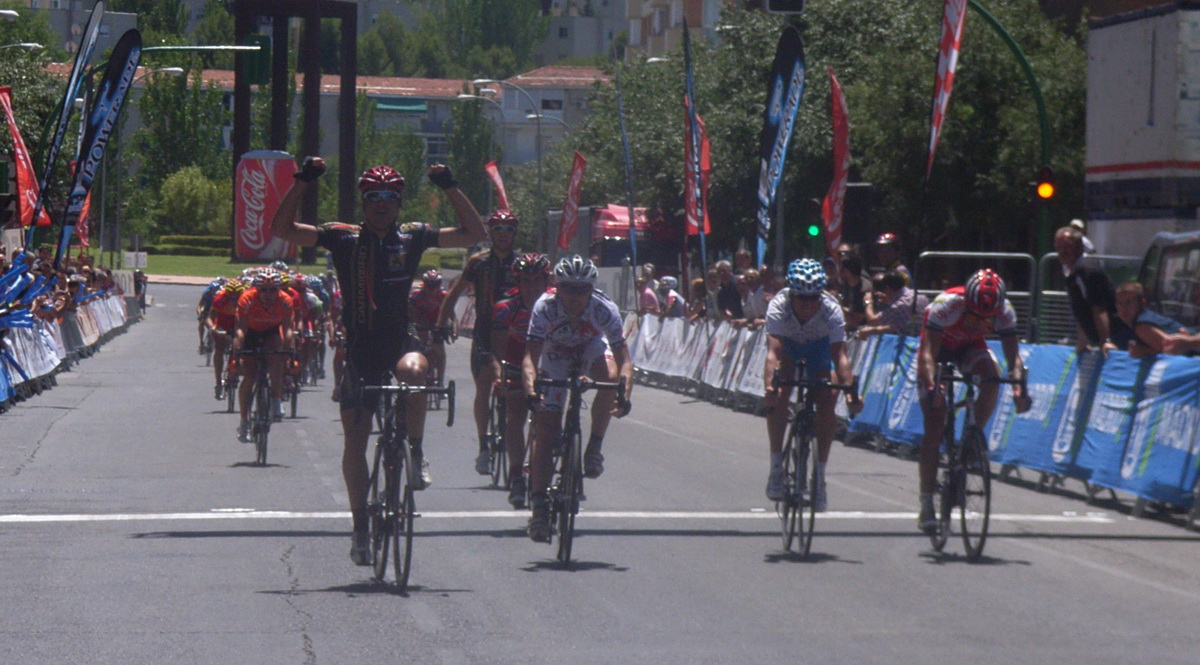
As voltas por etapas costumam incluir chegadas aptas para sprinteres (na imagem, Francisco Ventoso ganha uma etapa na Volta à Comunidade de Madrid de 2009)

O correto trabalho de um sprinter costuma estar acompanhada da ajuda da equipa que lhe precede. As equipas dos sprinteres preparam a chegada, controlando o pelotão para que seu corredor chegue ao reta final com opções, evitando possíveis escapadas e esticando o grupo para fazer mais cómodo o trânsito final. Para preparar o sprint, o sprinter costuma contar com um ou vários colegas que lhe dão o último relevo, chamados lançadores.
Em ocasiões, alguns sprinteres possuem uma velocidade maior que outros, no entanto, requerem uma maior distância para a conseguir; em mudança, outros corredores desenvolvem uma menor velocidade em espaços mais curtos. Nesse sentido, alguns preferem lançar seu ataque decisivo desde maior distância para a meta, enquanto outros seguem a esteira dos seus colegas ou oponentes, atrasando o seu ataque com respeito aos mais adiantados. Ademais, os corredores com maior resistência ao esforço têm maior facilidade que seus rivais em chegadas com ligeiro desnível (exemplo: Óscar Freire), enquanto os sprinteres mais puros (exemplo: Mark Cavendish) preferem chegadas com ligeira cota para abaixo ou completamente planas.
Além das chegadas, os sprinteres costumam disputar os sprints intermediários (também conhecidos como metas volantes), situados pelos organizadores de corridas ao longo de uma etapa para fomentar a competitividade em corrida. Nas Grandes Voltas por etapas, os sprints intermediários e as chegadas em massa valorizar-se através de uma competição por pontos. Uma camisola acreditativo costuma ser outorgado ao líder de dita competição: verde, no caso da Volta a França; de cor vermelha (também denominado rosso passione), no Giro de Itália; ou de tonalidade Grena, no caso da Volta a Espanha.
Entre as corridas de primeiro nível mundial favoráveis para os sprinteres, destacam as clássicas Milão-Sanremo, Vattenfall Cyclassics e Paris-Tours, bem como corridas com maiores dificuldades como a Gante-Wevelgem. Todas as grandes voltas costumam incluir várias etapas com perfis favoráveis a ditos especialistas em seus percursos.

## Sprinteres em pista
Os sprinteres podem obter os melhores resultados nas competições de pista classificadas como Sprint -competição individual cronometrada sobre 200 metros-, Sprint olímpico -com vários corredores por equipa, que se vão retirando para que o último restante marque o tempo final-, Keirin -com até seis competidores rodando durante várias voltas depois de um veículo motorizado, que lhes ajuda a atingir velocidade até que a prova está convenientemente lançada- ou Quilómetro, bem como na Perseguição individual ou Perseguição Olímpica, sobre 4000 metros na classe masculina ou 3000 metros na feminina. De igual modo, a competição de Madison ou Americana costuma estar composta por um rodador e um sprinter, que aproveitam suas vantagens para impor a seus rivais.